# La Beauté des choses
Pour plus de détails, voir Fiche technique et Distribution.
La Beauté des choses (Lust och fägring stor) est un film suédois réalisé par Bo Widerberg, sorti en 1995.
Le film reçoit le Grand prix du jury à la Berlinale 1996 et il est nommé à l'Oscar du meilleur film en langue étrangère.

## Synopsis
En 1943, dans un lycée suédois, une professeure de français et son élève vont vivre une passion naissante.

## Fiche technique
Sauf indication contraire, les informations mentionnées dans cette section peuvent être confirmées par les bases de données cinématographiques  présentes dans la section « Liens externes ».
- Titre : La Beauté des choses
- Titre original : Lust och fägring stor
- Réalisation : Bo Widerberg
- Scénario : Bo Widerberg
- Photographie : Morten Bruus
- Production : Per Holst et Anne Ingvar
- Pays de production :  Suède
- Langue originale : suédois
- Genre : drame, érotique, romantique, guerre
- Durée : 130 minutes
- Date de sortie : 1995

## Distribution
Sauf indication contraire, les informations mentionnées dans cette section peuvent être confirmées par les bases de données cinématographiques  présentes dans la section « Liens externes ».
- Johan Widerberg : Stig
- Marika Lagercrantz : Viola
- Tomas von Brömssen : Kjell
- Karin Huldt : Lisbet
- Nina Gunke : la mère de Stig
- Björn Kjellman : Sigge